# 闕漢騫
闕漢騫（1901年1月19日—1972年11月11日），字撥雲，湖南寧遠清水橋鎮闕家莊人，黃埔軍校第四期步科畢業，中華民國陸軍中將。抗日名將，曾任第14師第40旅旅長，第14師師長，第54軍軍長，廣州衛戍司令。闕漢騫也是著名的書法家。他的書法被稱為“撥雲體”，受到于右任、吳稚暉的推重。

## 早年
闕家世代耕讀，闕父興富公，母李太夫人，兄弟四人，一姊，闕漢騫為老么，六歲延師課讀。九歲入平田倫英初小，三年後考入寧遠縣立高小。畢業後，入第十三聯合中學，為四年舊制，畢業之時，正值五四運動，考入湖南公立法政學校，適逢母喪輟學。1920年，與楊如女士結婚。後入常澧鎮守使學兵隊受訓，期滿入教導團接受軍官訓練。1925年，考入黃埔軍校第四期步科，先接受入伍教育，1926年10月畢業，任第五期學生區隊附。1927年，寧漢分裂，校長蔣中正辭職下野，由校方派至第20獨立師工作，唯限於環境，有志難伸。至校長蔣中正復職，方鼎英教育長出任第三集團軍總指揮，電召前往總指揮部，又因職位不合而離去。

## 圍剿中央蘇區
1930年教導第三師成立，軍校教育長錢大鈞出任師長，調任學兵連長、升營長。教一師旋改第14師，師長為陳誠。參與江西中央蘇區第三次，第四次，第五次圍剿戰爭，因戰功升遷團長。79團團長任內，參加圍剿共軍的廣昌下坪之役，及雩都流坑之役，受上级特嘉許，明令記升。

## 抗日名將
1937年蘆溝橋事變，抗日戰爭爆發，時任第十四軍第十四師第七十九團團長，參與淞滬會戰，於羅店洛陽橋之役，在敵飛機砲兵砲火猛烈轟擊之下，全軍奮勇殺敵。升任第十四軍第十四師第四〇旅旅長。由上海轉進時，第四〇旅擔任掩護，死守了三個月。
淞滬抗戰後，為了確保武漢的安全，第十四師駐防安徽廣德誓節渡。第四〇旅於誓節渡一役，與日軍白刃肉搏，使敵膽寒，而泣鬼神。
1938年，升任陸軍第一八五師少將副師長。1939年于常德升任第十四師師長，率領第十四師參加粵北會戰，出奇兵進擊，一鼓而下翁源、花縣，迫日軍倉惶退至廣州近郊，國軍因而確保韶關。
1940年秋復有崑崙關戰役。1941年，太平洋戰爭爆發，滇邊告緊，奉命進駐雲南，推進至越南邊境。
1944年，任第五十四軍副軍長，率領第14、第50兩個師，由雲南驛空運印緬，解英美盟軍密支那之圍。
1944年5月11日第五十三軍與第五十四軍强渡怒江战役，進攻高黎貢山，至7月25日，軍長方天專任第二十集團軍副總司令，闕漢騫昇任第五十四軍軍長。率第五十四軍的一九八師，及配屬的第三十六師李志鵬部和第六軍的預備第二師顧葆裕部，進攻騰沖。遠征軍以砲火和空軍飛機炸射摧毀日軍來鳳山陣地，再進行進攻。遠征軍組織突擊隊，以火箭炮或火焰噴射器進行噴射。日軍主要外圍據點相繼攻克，主力逃入騰沖城中，兵力為第56师团148聯隊和第18师团114聯隊，人數約在1500人左右。依據城牆死守。經過多次空軍飛機轟炸，戰後發現包括148聯隊長藏重康美步兵大佐在內的30多名日軍指揮部官兵全悶死在被炸塌的地下指揮部裡。經過一個月的巷戰，自開戰以來的6000多日軍，除300來人潰逃城外，其餘皆戰死、自殺於城中。對於外逃之日軍，闕漢騫命預2師方誠團長率團追擊，除10餘被俘外，餘皆擊斃。至9月14日，取得完全勝利。當時的美軍顧問史塔爾中校(後曾任美國陸軍部長、印第安那大學校長)特將攻城經過情形，補拍成電影，帶回美國宣揚國軍之英勇。克騰沖後會同友軍連下龍陵、芒市，遠征軍與駐印軍會師畹町。打通中印公路，取得重大勝利。 1945年元旦，榮獲三等雲麾勳章。
1945年秋，奉命率部反攻南寧，軍次百色，日本無條件投降。後於廣州受降，並兼任廣州警備司令。

## 國共內戰
抗戰勝利後率部馳援膠東，甫抵青島，即墨已告不守，而青島亦發岌可危，將軍即命第一九八師擊潰城陽守軍，進克即墨。又命第八師、第三十六師強渡大沽河，過膠縣，戰高密，進迫益都。打通膠濟路，攻克煙台。1947年夏任整編第54師師長。1948年1月22日升中將，同年駐防遼西，所部又改稱第五十四軍，任軍長。一度指揮塔山戰役，但無法攻克塔山。1948年參加徐蚌會戰，11月兼任第六兵團副司令。1949年5月任淞滬防衛部副司令及浦東兵團司令官，上海戰役敗後，撤退到台灣，但第8師已在上海全部損失，291師也所餘無幾，只剩198師完整。

## 台灣
1949年5月下旬率第五十四軍赴台灣，任中部防守司令官，1950年，任台灣防衛副總司令（孫立人將軍副手）兼東部防守區中將司令，六月，專任東部防守區中將司令官。第五十四軍即為今陸軍六軍團前身之一。此後曾任國防部參議。 1952年任澎湖防衛司令官，後因病辭職。

## 書法與寫作
闕漢騫平生嗜好書法，造詣不凡，與于右任、吳稚暉書法並稱一時。1959年曾於台北中山堂開個人書展，其飛草正氣歌及行、草、楷、隸四體千字文，尤獲各方佳評。亦著有《兵學漫談》、《戎馬餘閒錄》、《戎馬關山話當年》等。1961年闕漢騫六十大壽，臧啟芳，鄭挺鋒，龍天武，楊中藩，李志鵬，朱致一等十七人祝賀。臧啟芳撰文，溥心畬書寫闕漢騫六十壽序八屏。
2018年12月，阙汉骞孙阙光儒从美国来到上海，向上海淞沪抗战纪念馆捐赠阙汉骞在淞沪会战中指挥作战的珍贵照片，以及当年的书信和手稿。

## 病逝
1963年曾一度中風，乃至半身不遂。1968年又以氣管炎，入臺北榮民總醫院治療，不幸再次中風，致全身麻痺。1972年11月11日(夏曆十月初六)下午三時半，與世長辭。

## 家庭
夫人楊如，長子定正，國立中山大學及政工幹校研究生班畢業，任陸軍測量學校（後併入中正理工學院）教官，長女天正國立台灣大學政治系畢業。次子至正台大政治系畢業，美國印第安那大學碩士，任職於中信局，兼教淡江文理學院。次女培正靜宜英專畢業。